# Norakuro
 (juin 2024).
Si vous disposez d'ouvrages ou d'articles de référence ou si vous connaissez des sites web de qualité traitant du thème abordé ici, merci de compléter l'article en donnant les références utiles à sa vérifiabilité et en les liant à la section « Notes et références ».
Norakuro (のらくろ) est un personnage de manga créé par Suihō Tagawa en 1931. Chien anthropomorphe, son nom vient de la contraction de norainu (野良犬, chien errant) et de Kurokichi (黒吉, malchance). C'est l'un des pendants de Félix le Chat, le personnage américain.